# Briatexte
Briatexte – miejscowość i gmina we Francji, w regionie Oksytania, w departamencie Tarn.
Według danych na rok 1990 gminę zamieszkiwało 1800 osób, a gęstość zaludnienia wynosiła 120 osób/km² (wśród 3020 gmin regionu Midi-Pireneje Briatexte plasuje się na 201. miejscu pod względem liczby ludności, natomiast pod względem powierzchni na miejscu 766.).